# دار يغمراسن
دار يغمراسن إحدى بلديات دائرة الغزوات بولاية تلمسان الجزائرية.

## الموقع الجغرافي
يحدها من الشمال البحر الأبيض المتوسط، من الجنوب جامع الصخرة التابعة لدائرة الغزوات، غربا الغزوات وشرقا بلدية ندرومة

## قرى البلدية
تحتوي على اربع قرى وهي :
- البور
- دار بنطاطا
- سيدي يوشع
- باب خروفة